# Костино (Оренбургская область)
Костино — село в Курманаевском районе Оренбургской области России. Административный центр Костинского сельсовета.

## География
Село находится в западной части Оренбургской области, в пределах Восточно-Европейской равнины, в степной зоне, на берегах реки Тананык, на расстоянии примерно 31 километра (по прямой) к юго-западу от села Курманаевки, административного центра района. Абсолютная высота — 106 метров над уровнем моря.
Климат
Климат характеризуется как резко континентальный, засушливый, с морозной зимой и жарким летом. Среднегодовая температура составляет 3,5 °C. Средняя температура воздуха самого тёплого месяца (июля) — 21 — 21,5 °C (абсолютный максимум — 38 °C); самого холодного (января) — −14,5 °C (абсолютный минимум — −42 °C). Среднегодовое количество атмосферных осадков составляет 300—400 мм..

## Население
| 2010 |
| ---- |
| 612  |

По данным Всероссийской переписи населения 2010 года в гендерной структуре населения мужчины составляли 46,1 %, женщины — соответственно 53,9 %.
Согласно результатам переписи 2002 года, в национальной структуре населения русские составляли 85 % из 735 чел.